# Sevilla-San Bernardo
Sevilla-San Bernardo (hiszp. Estación de Sevilla-San Bernardo) – stacja kolejowa w Sewilli, w prowincji Sewilla, we wspólnocie autonomicznej Andaluzja, w Hiszpanii. Znajduje się tu również stacja metra. Jest obsługiwana przez Cercanías Sevilla.